# 世界正義工程
世界正義工程（ World Justice Project，簡稱WJP ）是一個國際性的公民社會團體，其使命是「致力於在世界範圍內促進法治」
WJP的工作透過三個項目「研究與獎學金」、「WJP法治指數」和「參與行動」進行。WJP力求提高公眾對法治根本重要性的認識，刺激政府改革，並在社區層面制定切實可行的計畫。
WJP是由William H. Neukom於2006年創立，是美國律師協會的一項主席倡議，並得到了21個合作夥伴的支持。世界正義工程於2009年成為一個獨立的501(c)(3)非營利組織，辦公室位於華盛頓特區和華盛頓州的西雅圖。

## WJP 對法治的定義
世界正義工程對法治體系的定義符合以下四項普遍原則：
1. 政府及其官員和代理人應依法負責。
2. 法律明確、公開、穩定和公平，並保護基本權利，包括人身和財產安全。
3. 頒布、管理和執行法律的過程是無障礙、有效且公平的。
4. 司法是由稱職、合乎道德和獨立的代表和中立者提供，這些代表和中立者數量充足，擁有足夠的資源並反映了他們所服務社群的組成。[4]

## 研究與獎學金
世界正義工程支持研究法治對經濟、政治和社會發展方面的貢獻。這項獎學金計畫仍持續追求研究議程，研究法治在社會生活領域的有效性，法治的體制組成之間的相互依賴性，以及法治影響經濟和政治生活的因果機制。 

## WJP法治指數

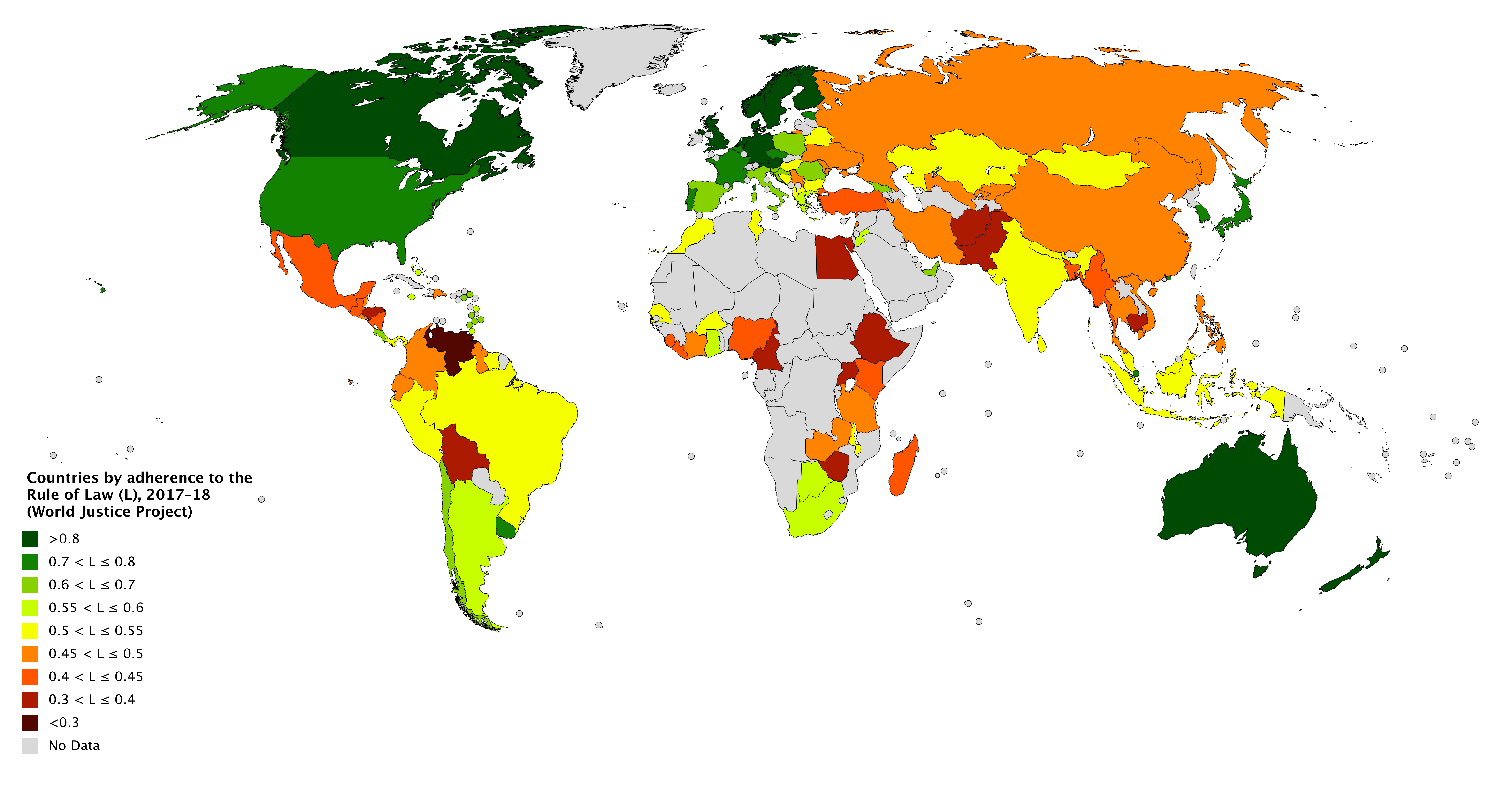
2017-18年度世界正義工程報告中的法治國家

世界正義工程的法治指數是一種量化評估工具，其設計目標是用來詳細、全面地了解各國實際遵守法治的程度。該指數提供了關於八個法治方面的數據：「有限的政府權力」、「廉潔」、「秩序和安全」、「基本權利」、「開放的政府」、「法律執行力」、「民事司法」以及「刑事司法」。這些因素被進一步分解為44個指標。它們共同提供了對法治遵守情況的全面描述。該指數通常每年公佈一次。
指數的排名和得分是根據來自兩個新資料來源的400多個變數建立的：
（i）由WJP設計，由當地領先的民意調查公司進行的一般人口調查( general population poll，GPP)，使用每個國家前三大城市1000名受訪者的機率樣本。
（ii）由國內民法、商事法、刑法、勞動法和公共衛生領域的專家填寫的合格受訪者問卷（QRQ）。
迄今為止，在99個國家和地區中，已經採訪了97000多人和2500名專家。對法治的遵守情況採用圍繞八個主題安排的47項指標進行評估：政府權力制衡、廉潔、開放政府、基本權利、秩序和安全、法律執行力、民事司法和刑事司法。除了國家得分和排名，該指數還包括關鍵的全局調查結果，以及對地區優勢、法治挑戰、最佳和最差表現以及可觀察趨勢的分析。
巴塞爾反洗錢指數是由巴塞爾治理研究所所開發的洗錢風險評估工具，WJP法治指數中的數據即作為巴塞爾反洗錢指數中政治和法律自由的指標。

### WJP法治指數2020
根據WJP，2020年法治國家（地区）排名前20位的是： 
1. 丹麦
2. 挪威
3. 芬兰
4. 瑞典
5. 荷蘭
6. 德国
7. 新西兰
8. 奥地利
9. 加拿大
10. 爱沙尼亚
11. 新加坡
12. 英国
13. 比利时
14. 日本
15. 香港
16. 捷克
17. 西班牙
18. 法國

## 外部連結
- The World Justice Project Website （页面存档备份，存于）

### 法治指数
- 2016年法治指数 （页面存档备份，存于）
- 2016年法治指数数据可视化 （页面存档备份，存于）

### 出版物
编辑卷：
- Innovations in Rule of Law - A Compilation of Concise Essays （页面存档备份，存于）
- Hague Journal on the Rule of Law （页面存档备份，存于）
- Marginalized Communities and Access to Justice （页面存档备份，存于）
- Global Perspectives on the Rule of Law （页面存档备份，存于）

期刊文章：
- Access to Justice in the United States （页面存档备份，存于）